# Heisker Islands
Heisker Islands är öar i Storbritannien.   De ligger i kommunen Yttre Hebriderna och riksdelen Skottland, i den nordvästra delen av landet, 800 km nordväst om huvudstaden London. Arean är 6,0 kvadratkilometer.
Terrängen på Heisker Islands är mycket platt. Öns högsta punkt är 8 meter över havet. Den sträcker sig 0,8 kilometer i nord-sydlig riktning, och 0,5 kilometer i öst-västlig riktning.